# Sonja Fuss
Sonja Fuss (Bonn, 5 novembre 1978) è un'ex calciatrice tedesca, di ruolo difensore.
Ha giocato in molti club della Bundesliga dal 1992 al 2011, prima di trasferirsi in Svizzera, allo Zurigo. Ha chiuso la sua carriera negli Stati Uniti, tra le file dei Chicago Red Stars nella National Women's Soccer League. Dal 1996 al 2010 ha militato in nazionale, vincendo due volte il Mondiale e tre volte l'Europeo.

## Gioventù

### Hartford University
Fuss ha frequentato l'Università di Hartford nel West Hartford, Connecticut, dove entra a far parte del programma sportivo giocando per la sezione di calcio femminile, le Hartford Hawks, iscritta alla Division 1 della National Collegiate Athletic Association (NCAA). Con i colori della Hartford University, nei due anni di militanza contribuisce a conquistare sia il torneo America East che la stagione regolare.

## Carriera

### Club
Fuss ha passato gran parte della propria carriera giocando per il SV Grün-Weiß che, nel 2000, cambiò nome in Brauweiler Pulheim. Nel 2004 si trasferisce al FSV Francoforte.
Nel febbraio 2005 firma per il Turbine Potsdam ma, dopo una sola stagione, decide di tornare al Brauweiler Pulheim.
All'inizio della stagione 2006-2007, si trasferisce al 2001 Duisburg dove rimane fino al luglio 2009 quando firma per il Colonia, neopromossa in Frauen-Bundesliga con cui affronterà il campionato 2009-2010. Nel gennaio del 2011 torna al 2001 Duisburg con il quale disputa la seconda parte della stagione 2010-2011. Il contratto viene risolto nell'agosto del 2011 e Fuss si trasferisce così allo Zurigo il 28 agosto dello stesso anno.
Il 16 marzo 2013, con Inka Grings, Fuss lascia Zurigo per trasferirsi in National Women's Soccer League (NWSL), tra le file dei Chicago Red Stars.
Viene licenziata dai Red Stars nel settembre 2013.

### Nazionale
Fuss ha fatto il proprio esordio con la Germania contro i Paesi Bassi nel 1996. Il 15 novembre 2003 segna il suo primo gol con la maglia della Nazionale contro il Portogallo. Fuss è stata campionessa europea nel 1997, 2005 e 2009 e campionessa mondiale nel 2003 e 2007. Nel 2004 ha fatto parte della squadra olimpica che ha conquistato il Bronzo ad Atene.

## Palmarès

### Club

#### Titoli nazionali
- Campionato svizzero: 2

Zurigo: 2011-2012, 2012-2013
- Frauen-Bundesliga: 1

Grün-Weiß: 1996-1997
- Coppa Svizzera: 2

Zurigo: 2011-2012, 2012-2013
- DFB-Pokal der Frauen: 3

Grün-Weiß: 1996-1997
FSV Francoforte: 2004-2005
2001 Duisburg: 2008-2009

#### Titoli internazionali
- UEFA Women's Cup: 2

Turbine Potsdam : 2004-2005
2001 Duisburg: 2008-2009

### Nazionale
- Campionato mondiale femminile di calcio: 2

2003, 2007
- Campionato europeo femminile di calcio: 3

1997, 2005, 2009